# 28287 Osmanov
28287 Osmanov è un asteroide della fascia principale. Scoperto nel 1999, presenta un'orbita caratterizzata da un semiasse maggiore pari a 2,8865113 UA e da un'eccentricità di 0,0667487, inclinata di 1,87065° rispetto all'eclittica.